# وين تشو
وين تشو هو لاعب كرة قدم ميانماري، ولد في 10 أغسطس 1974.